# Can Cuell
Can Cuell és una obra de Riudaura (Garrotxa) protegida com a bé cultural d'interès local.

## Descripció
És una casa entre mitgeres situada a la Plaça del Gambeto nº 15. És de planta rectangular i teulat a dues aigües, amb els vessants vers les façanes principals. Disposa de planta baixa i dos pisos superiors. En el primer hi veiem la porta principal, descentrada, seguint la tipologia general de les cases del seu entorn; va ésser realitzada amb pedra talllada, formant un petit arc de mig punt. La resta d'obertures són rectangulars repartides simètricament i disposen de llindes de fusta i ampits de pedra.

## Història
Can Cuell ha estat objecte d'una gran restauració; els murs dels baixos tenen els carreus poc treballats vistos, mentre que, les dues plantes superiors, els murs foren arrebossats. Destaca, a nivell de primera planta i situada al bell mig de les dues obertures, una escultura que representa el cap d'un home vell, barbat, ulls amtellats, gran boca i mitja cabellera. És una escultura de traces molt tosques.